# Anakion
Anakion, Anakeion oder Anakaeum (altgriechisch Ἀνάκιον oder Ἀνάκειον oder Ἀνακεῖον) wurde in der Antike der Tempel der Dioskuren, Kastor und Polydeukes, in Athen genannt. Der Name leitet sich von ihrem Beinamen Anakes (altgriechisch Ἄνακες, deutsch „Herren“) ab. Die genaue Lage des Tempels ist nicht bekannt. Pausanias berichtet, dass er unterhalb des Aglaureion lag.
In dem Heiligtum befanden sich Standbilder der Dioskuren und ihre Söhne wurden auf Pferden sitzend dargestellt. Eine der Wände des Tempels war mit einem Bild des Polygnotos geschmückt, das die Hochzeit der Leukippiden zeigte. Daneben war ein Bild des Mikon, dass die Argonautensage darstellte.

## Verehrung
Einmal im Jahr feierten die Athener das Fest Anakeia zu Ehren der Dioskuren. Bei einem Bankett für Kastor und Polydeukes im Prytaneion wurden Käse, Gerstenkuchen, reife Oliven und Lauch gereicht. Dieses schlichte Mahl sollte an die einfache Lebensweise zur Zeit der Dioskuren erinnern. Eine Säule im Heiligtum soll die Aufteilung eines Stieropfers geregelt haben. So waren jeweils ein Drittel für die Spiele, den Priester und die Vorkoster, die sogenannten Parasiten, bestimmt.
Die Entwaffnung der Athener Bürger durch Peisistratos soll sich im Anakion zugetragen haben. Er rief die Bürger mit Waffen zum Tempel und kam selbst auch bewaffnet. Er legte seine Waffe nieder und betrat den Heiligen Bezirk. Nun begann er zu den Bürgern zu sprechen, aber so leise, dass sie ihn nicht verstehen konnten. Erst baten sie ihn, zum Tor des Heiligtums zu kommen, um zu ihnen zu reden; als er dies nicht machte, legten sie ihre Waffen nieder – es war verboten den Tempel bewaffnet zu betreten – und kamen näher, um ihn besser zu hören. Jetzt sammelten Peisistratos' Anhänger die Waffen ein und brachten sie in das nahegelegene Aglaureion. Zu spät wurde den Bürgern klar, dass dies nur ein Trick war, um ihnen ihre Waffen zu nehmen.